# Puchar Holandii w piłce siatkowej mężczyzn (2018/2019)
Puchar Holandii w piłce siatkowej mężczyzn 2018/2019 (nider. Nationale Beker Heren 2018/2019) – 46. sezon rozgrywek o siatkarski Puchar Holandii. Zainaugurowany został 15 września 2018 roku i trwał do 17 lutego 2019 roku. W rozgrywkach o Puchar Holandii brały udział kluby z Eredivisie, Topdivisie, 1e divisie, 2e divisie i 3e divisie.
Rozgrywki składały się z dwóch rund eliminacyjnych, 1/8 finału, ćwierćfinałów, półfinałów i finału. Drużyny z Eredivisie swój udział rozpoczęły od 1/8 finału.
Finał odbył się w Landstede Sportcentrum w Zwolle. Puchar Holandii zdobył klub Draisma Dynamo Apeldoorn, pokonując w finale Abiant Lycurgus Groningen.

## Drużyny uczestniczące
| Eredivisie 9 drużyn         | Eredivisie 9 drużyn |
| --------------------------- | ------------------- |
| Abiant Lycurgus Groningen   | finał               |
| Achterhoek Orion Doetinchem | ćwierćfinał         |
| Advisie SSS                 | 1/8 finału          |
| Coníche Topvolleybal Zwolle | ćwierćfinał         |
| Draisma Dynamo Apeldoorn    | zwycięstwo          |
| Sliedrecht Sport            | półfinał            |
| SV Land Taurus              | 1/8 finału          |
| VoCASA Volleybal Nijmegen   | ćwierćfinał         |
| VV Zaanstad                 | 1/8 finału          |

| Topdivisie 12 drużyn   | Topdivisie 12 drużyn |
| ---------------------- | -------------------- |
| CAS CRM ZVH            | 1/8 finału           |
| Dynamo Apeldoorn 2     | 2. runda             |
| HLB Van Daal/DS        | 2. runda             |
| Inter Rijswijk         | 2. runda             |
| Kenders Bouw-DIO/Bedum | 1/8 finału           |
| MKB Accountants/VCV    | 2. runda             |
| Maatwerkers VCN        | 1/8 finału           |
| NTC-Vastgoed Donitas   | ćwierćfinał          |
| Sudosa-Desto           | 2. runda             |
| Volley Tilburg         | 2. runda             |
| Webton Hengelo         | 2. runda             |
| Zalsman Reflex         | półfinał             |

| 1e Divisie A 7 drużyn  | 1e Divisie A 7 drużyn |
| ---------------------- | --------------------- |
| Avior                  | 2. runda              |
| AVV Keistad            | 1. runda              |
| EVV Bultman-Hartholt   | 1/8 finału            |
| Focus4U Woudenberg     | 1. runda              |
| FOOX Olhaco Hoogeveen  | 1. runda              |
| Springendal Set-Up '65 | 1. runda              |
| VC Sneek               | 2. runda              |
| 1e Divisie B 5 drużyn  |                       |
| EMD-Tooling            | 2. runda              |
| Peelpush               | 1/8 finału            |
| VC WIK Groot-Ammers    | 2. runda              |
| VELO Volleybal         | 1. runda              |
| VV Utrecht             | 2. runda              |

| 2e Divisie A 6 drużyn                    | 2e Divisie A 6 drużyn |
| ---------------------------------------- | --------------------- |
| Banzo/Side-Out                           | 1. runda              |
| Casco Montage/VVH                        | 1. runda              |
| HHB coaching/CSV                         | 2. runda              |
| Holtland Accountants Set Up IJsselmuiden | 1. runda              |
| Innofique SVI                            | 1. runda              |
| Twister Veracles                         | 1. runda              |
| 2e Divisie B 6 drużyn                    |                       |
| Apollo 8                                 | 1. runda              |
| Auto van Oort Rebelle                    | 1. runda              |
| BVC'73                                   | 1. runda              |
| De Hofnar-Bovo                           | 1. runda              |
| Pegasus                                  | 1. runda              |
| Rivo Rijssen                             | 1. runda              |

| 2e Divisie C 9 drużyn   | 2e Divisie C 9 drużyn |
| ----------------------- | --------------------- |
| Gemini-Kangeroes        | 1. runda              |
| GSC Haaglanden          | 1. runda              |
| NVC Nieuwegein          | 1. runda              |
| Prima Donna Kaas Huizen | 1. runda              |
| Servia                  | 1. runda              |
| US                      | 1. runda              |
| VC Spaarnestad          | 2. runda              |
| VIVES                   | 1. runda              |
| VV Amsterdam            | 1. runda              |
| 2e Divisie D 1 drużyna  |                       |
| VV Skunk                | 1. runda              |

| 3e Divisie A (Regio West) 1 drużyna | 3e Divisie A (Regio West) 1 drużyna |
| ----------------------------------- | ----------------------------------- |
| VC Allvo                            | 1. runda                            |

## 1. runda
| Punktacja: liczba punktów = liczba wygranych setów |

### Grupa A
Miejsce: Oosterholthoeve, IJsselmuiden
Tabela
| Lp. | Drużyna                                  | Pkt | Mecze | Mecze | Mecze | Sety | Sety | Sety  | Małe punkty | Małe punkty | Małe punkty |
| Lp. | Drużyna                                  | Pkt | M     | W     | P     | wyg. | prz. | ratio | zdob.       | str.        | ratio       |
| --- | ---------------------------------------- | --- | ----- | ----- | ----- | ---- | ---- | ----- | ----------- | ----------- | ----------- |
| 1   | EVV Bultman-Hartholt                     | 6   | 3     | 3     | 0     | 6    | 0    | MAX   | 150         | 91          | 1.648       |
| 2   | Casco Montage/VVH                        | 3   | 3     | 1     | 2     | 3    | 4    | 0.750 | 121         | 136         | 0.890       |
| 3   | VC Allvo                                 | 2   | 3     | 1     | 2     | 2    | 4    | 0.500 | 104         | 145         | 0.717       |
| 4   | Holtland Accountants Set Up IJsselmuiden | 2   | 3     | 1     | 2     | 2    | 5    | 0.400 | 138         | 141         | 0.979       |

Wyniki spotkań
| Data       | Drużyna 1                                |     | Drużyna 2                                | Sety                 |
| ---------- | ---------------------------------------- | --- | ---------------------------------------- | -------------------- |
| 15.09.2018 | EVV Bultman-Hartholt                     | 2:0 | Holtland Accountants Set Up IJsselmuiden | (25:12, 25:21)       |
| 15.09.2018 | Casco Montage/VVH                        | 2:0 | VC Allvo                                 | (25:9, 25:17)        |
| 15.09.2018 | VC Allvo                                 | 2:0 | Holtland Accountants Set Up IJsselmuiden | (25:23, 25:22)       |
| 15.09.2018 | EVV Bultman-Hartholt                     | 2:0 | Casco Montage/VVH                        | (25:14, 25:16)       |
| 15.09.2018 | Holtland Accountants Set Up IJsselmuiden | 2:1 | Casco Montage/VVH                        | (25:11, 20:25, 15:5) |
| 15.09.2018 | VC Allvo                                 | 0:2 | EVV Bultman-Hartholt                     | (13:25, 15:25)       |

### Grupa B
Miejsce: Sporthal Trasselt, Hoogeveen
Tabela
| Lp. | Drużyna               | Pkt | Mecze | Mecze | Mecze | Sety | Sety | Sety  | Małe punkty | Małe punkty | Małe punkty |
| Lp. | Drużyna               | Pkt | M     | W     | P     | wyg. | prz. | ratio | zdob.       | str.        | ratio       |
| --- | --------------------- | --- | ----- | ----- | ----- | ---- | ---- | ----- | ----------- | ----------- | ----------- |
| 1   | VC Sneek              | 4   | 2     | 2     | 0     | 4    | 0    | MAX   | 101         | 82          | 1.232       |
| 2   | Twister Veracles      | 0   | 1     | 0     | 1     | 0    | 2    | 0.000 | 43          | 51          | 0.843       |
| 3   | FOOX Olhaco Hoogeveen | 0   | 1     | 0     | 1     | 0    | 2    | 0.000 | 39          | 50          | 0.780       |

Mecz pomiędzy klubami Twister Veracles oraz FOOX Olhaco Hoogeveen nie odbył się.
Wyniki spotkań
| Data       | Drużyna 1             |     | Drużyna 2        | Sety           |
| ---------- | --------------------- | --- | ---------------- | -------------- |
| 15.09.2018 | VC Sneek              | 2:0 | Twister Veracles | (25:19, 26:24) |
| 15.09.2018 | FOOX Olhaco Hoogeveen | 0:2 | VC Sneek         | (21:25, 18:25) |

### Grupa C
Miejsce: 't Onderschoer, Barchem
Tabela
| Lp. | Drużyna          | Pkt | Mecze | Mecze | Mecze | Sety | Sety | Sety  | Małe punkty | Małe punkty | Małe punkty |
| Lp. | Drużyna          | Pkt | M     | W     | P     | wyg. | prz. | ratio | zdob.       | str.        | ratio       |
| --- | ---------------- | --- | ----- | ----- | ----- | ---- | ---- | ----- | ----------- | ----------- | ----------- |
| 1   | HHB coaching/CSV | 5   | 3     | 2     | 1     | 5    | 3    | 1.667 | 168         | 155         | 1.084       |
| 2   | BVC'73           | 4   | 3     | 2     | 1     | 4    | 4    | 1.000 | 155         | 158         | 0.981       |
| 3   | Banzo/Side-Out   | 4   | 3     | 1     | 2     | 4    | 4    | 1.000 | 143         | 149         | 0.960       |
| 4   | Rivo Rijssen     | 3   | 3     | 1     | 2     | 3    | 5    | 0.600 | 154         | 158         | 0.975       |

Wyniki spotkań
| Data       | Drużyna 1        |     | Drużyna 2        | Sety                  |
| ---------- | ---------------- | --- | ---------------- | --------------------- |
| 15.09.2018 | Banzo/Side-Out   | 1:2 | HHB coaching/CSV | (25:21, 14:25, 6:15)  |
| 15.09.2018 | BVC'73           | 2:1 | Rivo Rijssen     | (14:25, 25:19, 15:13) |
| 15.09.2018 | BVC'73           | 2:1 | Banzo/Side-Out   | (13:25, 25:18, 15:5)  |
| 15.09.2018 | HHB coaching/CSV | 1:2 | Rivo Rijssen     | (25:22, 21:25, 8:15)  |
| 15.09.2018 | Rivo Rijssen     | 0:2 | Banzo/Side-Out   | (15:25, 20:25)        |
| 15.09.2018 | HHB coaching/CSV | 2:0 | BVC'73           | (25:22, 28:26)        |

### Grupa D
Miejsce: Sporthal Zwolle-Zuid, Zwolle
Tabela
| Lp. | Drużyna                | Pkt | Mecze | Mecze | Mecze | Sety | Sety | Sety  | Małe punkty | Małe punkty | Małe punkty |
| Lp. | Drużyna                | Pkt | M     | W     | P     | wyg. | prz. | ratio | zdob.       | str.        | ratio       |
| --- | ---------------------- | --- | ----- | ----- | ----- | ---- | ---- | ----- | ----------- | ----------- | ----------- |
| 1   | Avior                  | 5   | 3     | 2     | 1     | 5    | 3    | 1.667 | 163         | 152         | 1.072       |
| 2   | Springendal Set-Up '65 | 5   | 3     | 2     | 1     | 5    | 3    | 1.667 | 172         | 163         | 1.055       |
| 3   | Apollo 8               | 4   | 3     | 2     | 1     | 4    | 3    | 1.333 | 156         | 152         | 1.026       |
| 4   | Innofique SVI          | 1   | 3     | 0     | 3     | 1    | 6    | 0.167 | 137         | 161         | 0.851       |

Wyniki spotkań
| Data       | Drużyna 1              |     | Drużyna 2              | Sety                  |
| ---------- | ---------------------- | --- | ---------------------- | --------------------- |
| 15.09.2018 | Avior                  | 2:0 | Apollo 8               | (25:20, 25:23)        |
| 15.09.2018 | Springendal Set-Up '65 | 2:0 | Innofique SVI          | (25:15, 30:28)        |
| 15.09.2018 | Springendal Set-Up '65 | 2:1 | Avior                  | (19:25, 25:19, 15:13) |
| 15.09.2018 | Apollo 8               | 2:0 | Innofique SVI          | (25:23, 25:21)        |
| 15.09.2018 | Apollo 8               | 2:1 | Springendal Set-Up '65 | (23:25, 25:20, 15:13) |
| 15.09.2018 | Innofique SVI          | 1:2 | Avior                  | (14:25, 25:16, 11:15) |

### Grupa E
Miejsce: Sporthal De Vliethorst, Voorschoten
Tabela
| Lp. | Drużyna                 | Pkt | Mecze | Mecze | Mecze | Sety | Sety | Sety  | Małe punkty | Małe punkty | Małe punkty |
| Lp. | Drużyna                 | Pkt | M     | W     | P     | wyg. | prz. | ratio | zdob.       | str.        | ratio       |
| --- | ----------------------- | --- | ----- | ----- | ----- | ---- | ---- | ----- | ----------- | ----------- | ----------- |
| 1   | VC Spaarnestad          | 5   | 3     | 2     | 1     | 5    | 3    | 1.667 | 172         | 149         | 1.154       |
| 2   | Prima Donna Kaas Huizen | 5   | 3     | 2     | 1     | 5    | 4    | 1.250 | 176         | 171         | 1.029       |
| 3   | Gemini-Kangeroes        | 4   | 3     | 2     | 1     | 4    | 3    | 1.333 | 159         | 140         | 1.136       |
| 4   | VV Amsterdam            | 2   | 3     | 0     | 3     | 2    | 6    | 0.333 | 127         | 174         | 0.730       |

Wyniki spotkań
| Data       | Drużyna 1               |     | Drużyna 2               | Sety                  |
| ---------- | ----------------------- | --- | ----------------------- | --------------------- |
| 15.09.2018 | Prima Donna Kaas Huizen | 1:2 | Gemini-Kangeroes        | (18:25, 25:23, 11:15) |
| 15.09.2018 | VV Amsterdam            | 1:2 | VC Spaarnestad          | (27:25, 13:25, 0:15)  |
| 15.09.2018 | Gemini-Kangeroes        | 0:2 | VC Spaarnestad          | (21:25, 24:26)        |
| 15.09.2018 | VV Amsterdam            | 1:2 | Prima Donna Kaas Huizen | (25:18, 17:25, 10:15) |
| 15.09.2018 | VC Spaarnestad          | 1:2 | Prima Donna Kaas Huizen | (26:24, 18:25, 12:15) |
| 15.09.2018 | Gemini-Kangeroes        | 2:1 | VV Amsterdam            | (25:11, 26:24)        |

### Grupa F
Miejsce: Sportcentrum Helsdingen, Vianen
Tabela
| Lp. | Drużyna             | Pkt | Mecze | Mecze | Mecze | Sety | Sety | Sety  | Małe punkty | Małe punkty | Małe punkty |
| Lp. | Drużyna             | Pkt | M     | W     | P     | wyg. | prz. | ratio | zdob.       | str.        | ratio       |
| --- | ------------------- | --- | ----- | ----- | ----- | ---- | ---- | ----- | ----------- | ----------- | ----------- |
| 1   | VC WIK Groot-Ammers | 5   | 3     | 2     | 1     | 5    | 2    | 2.500 | 154         | 137         | 1.124       |
| 2   | VELO Volleybal      | 5   | 3     | 2     | 1     | 5    | 3    | 1.667 | 169         | 145         | 1.166       |
| 3   | Servia              | 4   | 3     | 2     | 1     | 4    | 3    | 1.333 | 155         | 147         | 1.054       |
| 4   | GSC Haaglanden      | 0   | 3     | 0     | 3     | 0    | 6    | 0.000 | 101         | 150         | 0.673       |

Wyniki spotkań
| Data       | Drużyna 1           |     | Drużyna 2           | Sety                  |
| ---------- | ------------------- | --- | ------------------- | --------------------- |
| 15.09.2018 | VELO Volleybal      | 2:0 | GSC Haaglanden      | (25:10, 25:16)        |
| 15.09.2018 | Servia              | 0:2 | VC WIK Groot-Ammers | (21:25, 19:25)        |
| 15.09.2018 | Servia              | 2:1 | VELO Volleybal      | (25:20, 22:25, 18:16) |
| 15.09.2018 | GSC Haaglanden      | 0:2 | VC WIK Groot-Ammers | (19:25, 20:25)        |
| 15.09.2018 | VC WIK Groot-Ammers | 1:2 | VELO Volleybal      | (25:18, 22:25, 7:15)  |
| 15.09.2018 | GSC Haaglanden      | 0:2 | Servia              | (18:25, 18:25)        |

### Grupa G
Miejsce: IJsselhal, IJsselstein
Tabela
| Lp. | Drużyna        | Pkt | Mecze | Mecze | Mecze | Sety | Sety | Sety  | Małe punkty | Małe punkty | Małe punkty |
| Lp. | Drużyna        | Pkt | M     | W     | P     | wyg. | prz. | ratio | zdob.       | str.        | ratio       |
| --- | -------------- | --- | ----- | ----- | ----- | ---- | ---- | ----- | ----------- | ----------- | ----------- |
| 1   | VV Utrecht     | 6   | 3     | 3     | 0     | 6    | 0    | MAX   | 150         | 110         | 1.364       |
| 2   | VIVES          | 4   | 3     | 2     | 1     | 4    | 3    | 1.333 | 151         | 149         | 1.013       |
| 3   | US             | 3   | 3     | 1     | 2     | 3    | 5    | 0.600 | 161         | 173         | 0.931       |
| 4   | NVC Nieuwegein | 1   | 3     | 0     | 3     | 1    | 6    | 0.167 | 132         | 162         | 0.815       |

Wyniki spotkań
| Data       | Drużyna 1      |     | Drużyna 2      | Sety                  |
| ---------- | -------------- | --- | -------------- | --------------------- |
| 15.09.2018 | VV Utrecht     | 2:0 | NVC Nieuwegein | (25:18, 25:19)        |
| 15.09.2018 | US             | 1:2 | VIVES          | (25:23, 20:25, 16:18) |
| 15.09.2018 | US             | 0:2 | VV Utrecht     | (19:25, 19:25)        |
| 15.09.2018 | NVC Nieuwegein | 0:2 | VIVES          | (19:25, 19:25)        |
| 15.09.2018 | VIVES          | 0:2 | VV Utrecht     | (14:25, 21:25)        |
| 15.09.2018 | NVC Nieuwegein | 1:2 | US             | (25:22, 22:25, 10:15) |

### Grupa H
Miejsce: Gymzaal de Korref, Meijel
Tabela
| Lp. | Drużyna            | Pkt | Mecze | Mecze | Mecze | Sety | Sety | Sety  | Małe punkty | Małe punkty | Małe punkty |
| Lp. | Drużyna            | Pkt | M     | W     | P     | wyg. | prz. | ratio | zdob.       | str.        | ratio       |
| --- | ------------------ | --- | ----- | ----- | ----- | ---- | ---- | ----- | ----------- | ----------- | ----------- |
| 1   | Peelpush           | 6   | 3     | 3     | 0     | 6    | 1    | 6.000 | 155         | 127         | 1.220       |
| 2   | AVV Keistad        | 5   | 3     | 2     | 1     | 5    | 2    | 2.500 | 168         | 139         | 1.209       |
| 3   | Focus4U Woudenberg | 3   | 3     | 1     | 2     | 2    | 5    | 0.400 | 122         | 158         | 0.772       |
| 4   | VV Skunk           | 1   | 3     | 0     | 3     | 1    | 6    | 0.167 | 149         | 170         | 0.876       |

Wyniki spotkań
| Data       | Drużyna 1          |     | Drużyna 2          | Sety                  |
| ---------- | ------------------ | --- | ------------------ | --------------------- |
| 15.09.2018 | Peelpush           | 2:0 | Skunk              | (25:18, 25:19)        |
| 15.09.2018 | Focus4U Woudenberg | 0:2 | AVV Keistad        | (11:25, 19:25)        |
| 15.09.2018 | Peelpush           | 2:0 | Focus4U Woudenberg | (25:17, 25:13)        |
| 15.09.2018 | AVV Keistad        | 2:0 | Skunk              | (27:25, 31:29)        |
| 15.09.2018 | AVV Keistad        | 1:2 | Peelpush           | (25:14, 21:25, 14:16) |
| 15.09.2018 | Skunk              | 1:2 | Focus4U Woudenberg | (25:22, 21:25, 12:15) |

### Grupa I
Miejsce: Sportcentrum De Schans, Reuver
Tabela
| Lp. | Drużyna               | Pkt | Mecze | Mecze | Mecze | Sety | Sety | Sety  | Małe punkty | Małe punkty | Małe punkty |
| Lp. | Drużyna               | Pkt | M     | W     | P     | wyg. | prz. | ratio | zdob.       | str.        | ratio       |
| --- | --------------------- | --- | ----- | ----- | ----- | ---- | ---- | ----- | ----------- | ----------- | ----------- |
| 1   | EMD-Tooling           | 6   | 3     | 3     | 0     | 6    | 0    | MAX   | 150         | 117         | 1.282       |
| 2   | De Hofnar-Bovo        | 3   | 3     | 1     | 2     | 3    | 4    | 0.750 | 151         | 140         | 1.079       |
| 3   | Auto van Oort Rebelle | 2   | 3     | 1     | 2     | 2    | 4    | 0.500 | 120         | 132         | 0.909       |
| 4   | Pegasus               | 2   | 3     | 1     | 2     | 2    | 5    | 0.400 | 126         | 158         | 0.797       |

Wyniki spotkań
| Data       | Drużyna 1             |     | Drużyna 2             | Sety                 |
| ---------- | --------------------- | --- | --------------------- | -------------------- |
| 15.09.2018 | Auto van Oort Rebelle | 0:2 | De Hofnar-Bovo        | (11:25, 21:25)       |
| 15.09.2018 | Pegasus               | 0:2 | EMD-Tooling           | (18:25, 18:25)       |
| 15.09.2018 | De Hofnar-Bovo        | 0:2 | EMD-Tooling           | (21:25, 22:25)       |
| 15.09.2018 | Pegasus               | 0:2 | Auto van Oort Rebelle | (13:25, 19:25)       |
| 15.09.2018 | EMD-Tooling           | 2:0 | Auto van Oort Rebelle | (25:21, 25:17)       |
| 15.09.2018 | De Hofnar-Bovo        | 1:2 | Pegasus               | (24:26, 25:17, 9:15) |

## 2. runda
| Punktacja: liczba punktów = liczba wygranych setów |

### Grupa A
Miejsce: Sporthal Schalkhaar, Schalkhaar
Tabela
| Lp. | Drużyna                | Pkt | Mecze | Mecze | Mecze | Sety | Sety | Sety  | Małe punkty | Małe punkty | Małe punkty |
| Lp. | Drużyna                | Pkt | M     | W     | P     | wyg. | prz. | ratio | zdob.       | str.        | ratio       |
| --- | ---------------------- | --- | ----- | ----- | ----- | ---- | ---- | ----- | ----------- | ----------- | ----------- |
| 1   | Kenders Bouw-DIO/Bedum | 5   | 2     | 1     | 1     | 5    | 4    | 1.250 | 198         | 188         | 1.053       |
| 2   | Dynamo Apeldoorn 2     | 4   | 2     | 1     | 1     | 4    | 4    | 1.000 | 186         | 174         | 1.069       |
| 3   | Avior                  | 4   | 2     | 1     | 1     | 4    | 5    | 0.800 | 175         | 197         | 0.888       |

Wyniki spotkań
| Data       | Drużyna 1              |     | Drużyna 2              | Sety                                |
| ---------- | ---------------------- | --- | ---------------------- | ----------------------------------- |
| 27.10.2018 | Dynamo Apeldoorn 2     | 3:1 | Avior                  | (19:25, 25:23, 25:15, 25:16)        |
| 27.10.2018 | Kenders Bouw-DIO/Bedum | 3:1 | Dynamo Apeldoorn 2     | (29:27, 25:21, 16:25, 25:19)        |
| 27.10.2018 | Avior                  | 3:2 | Kenders Bouw-DIO/Bedum | (25:18, 14:25, 25:23, 17:25, 15:12) |

### Grupa B
Miejsce: 't Huiken Multifunctioneel Centrum, Elburg
Tabela
| Lp. | Drużyna              | Pkt | Mecze | Mecze | Mecze | Sety | Sety | Sety  | Małe punkty | Małe punkty | Małe punkty |
| Lp. | Drużyna              | Pkt | M     | W     | P     | wyg. | prz. | ratio | zdob.       | str.        | ratio       |
| --- | -------------------- | --- | ----- | ----- | ----- | ---- | ---- | ----- | ----------- | ----------- | ----------- |
| 1   | EVV Bultman-Hartholt | 6   | 2     | 2     | 0     | 6    | 0    | MAX   | 167         | 148         | 1.128       |
| 2   | MKB Accountants/VCV  | 3   | 2     | 1     | 1     | 3    | 5    | 0.600 | 169         | 181         | 0.934       |
| 3   | Sudosa-Desto         | 2   | 2     | 0     | 2     | 2    | 6    | 0.333 | 192         | 199         | 0.965       |

Wyniki spotkań
| Data       | Drużyna 1            |     | Drużyna 2            | Sety                                |
| ---------- | -------------------- | --- | -------------------- | ----------------------------------- |
| 27.10.2018 | MKB Accountants/VCV  | 0:3 | EVV Bultman-Hartholt | (19:25, 23:25, 20:25)               |
| 27.10.2018 | Sudosa-Desto         | 2:3 | MKB Accountants/VCV  | (25:27, 20:25, 25:16, 26:24, 10:15) |
| 27.10.2018 | EVV Bultman-Hartholt | 3:0 | Sudosa-Desto         | (37:35, 25:23, 30:28)               |

### Grupa C
Miejsce: Sneker Sporthal, Sneek
Tabela
| Lp. | Drużyna              | Pkt | Mecze | Mecze | Mecze | Sety | Sety | Sety  | Małe punkty | Małe punkty | Małe punkty |
| Lp. | Drużyna              | Pkt | M     | W     | P     | wyg. | prz. | ratio | zdob.       | str.        | ratio       |
| --- | -------------------- | --- | ----- | ----- | ----- | ---- | ---- | ----- | ----------- | ----------- | ----------- |
| 1   | NTC-Vastgoed Donitas | 6   | 2     | 2     | 0     | 6    | 0    | MAX   | 152         | 130         | 1.169       |
| 2   | Webton Hengelo       | 3   | 2     | 1     | 1     | 3    | 4    | 0.750 | 161         | 158         | 1.019       |
| 3   | VC Sneek             | 1   | 2     | 0     | 2     | 1    | 6    | 0.167 | 149         | 174         | 0.856       |

Wyniki spotkań
| Data       | Drużyna 1            |     | Drużyna 2            | Sety                         |
| ---------- | -------------------- | --- | -------------------- | ---------------------------- |
| 27.10.2018 | Webton Hengelo       | 3:1 | VC Sneek             | (25:23, 25:17, 22:25, 25:18) |
| 27.10.2018 | NTC-Vastgoed Donitas | 3:0 | Webton Hengelo       | (25:19, 25:22, 25:23)        |
| 27.10.2018 | VC Sneek             | 0:3 | NTC-Vastgoed Donitas | (25:27, 19:25, 22:25)        |

### Grupa D
Miejsce: Reflexhal, Kampen
Tabela
| Lp. | Drużyna          | Pkt | Mecze | Mecze | Mecze | Sety | Sety | Sety  | Małe punkty | Małe punkty | Małe punkty |
| Lp. | Drużyna          | Pkt | M     | W     | P     | wyg. | prz. | ratio | zdob.       | str.        | ratio       |
| --- | ---------------- | --- | ----- | ----- | ----- | ---- | ---- | ----- | ----------- | ----------- | ----------- |
| 1   | Zalsman Reflex   | 6   | 2     | 2     | 0     | 6    | 0    | MAX   | 150         | 101         | 1.485       |
| 2   | VV Utrecht       | 3   | 2     | 1     | 1     | 3    | 5    | 0.600 | 155         | 185         | 0.838       |
| 3   | HHB coaching/CSV | 2   | 2     | 0     | 2     | 2    | 6    | 0.333 | 161         | 180         | 0.894       |

Wyniki spotkań
| Data       | Drużyna 1        |     | Drużyna 2        | Sety                                |
| ---------- | ---------------- | --- | ---------------- | ----------------------------------- |
| 27.10.2018 | VV Utrecht       | 0:3 | Zalsman Reflex   | (15:25, 15:25, 20:25)               |
| 27.10.2018 | HHB coaching/CSV | 2:3 | VV Utrecht       | (26:24, 23:25, 23:25, 25:16, 13:15) |
| 27.10.2018 | Zalsman Reflex   | 3:0 | HHB coaching/CSV | (25:17, 25:19, 25:15)               |

### Grupa E
Miejsce: Beyneshal, Haarlem
Tabela
| Lp. | Drużyna         | Pkt | Mecze | Mecze | Mecze | Sety | Sety | Sety  | Małe punkty | Małe punkty | Małe punkty |
| Lp. | Drużyna         | Pkt | M     | W     | P     | wyg. | prz. | ratio | zdob.       | str.        | ratio       |
| --- | --------------- | --- | ----- | ----- | ----- | ---- | ---- | ----- | ----------- | ----------- | ----------- |
| 1   | Maatwerkers VCN | 6   | 2     | 2     | 0     | 6    | 2    | 3.000 | 189         | 145         | 1.303       |
| 2   | HLB Van Daal/DS | 4   | 2     | 1     | 1     | 4    | 3    | 1.333 | 144         | 151         | 0.954       |
| 3   | VC Spaarnestad  | 1   | 2     | 0     | 2     | 1    | 6    | 0.167 | 139         | 176         | 0.790       |

Wyniki spotkań
| Data       | Drużyna 1       |     | Drużyna 2       | Sety                         |
| ---------- | --------------- | --- | --------------- | ---------------------------- |
| 27.10.2018 | Maatwerkers VCN | 3:1 | VC Spaarnestad  | (25:13, 26:28, 25:18, 25:17) |
| 27.10.2018 | HLB Van Daal/DS | 1:3 | Maatwerkers VCN | (25:13, 14:25, 18:25, 12:25) |
| 27.10.2018 | VC Spaarnestad  | 0:3 | HLB Van Daal/DS | (23:25, 17:25, 23:25)        |

### Grupa F
Miejsce: Gymzaal de Korref, Meijel
Tabela
| Lp. | Drużyna        | Pkt | Mecze | Mecze | Mecze | Sety | Sety | Sety  | Małe punkty | Małe punkty | Małe punkty |
| Lp. | Drużyna        | Pkt | M     | W     | P     | wyg. | prz. | ratio | zdob.       | str.        | ratio       |
| --- | -------------- | --- | ----- | ----- | ----- | ---- | ---- | ----- | ----------- | ----------- | ----------- |
| 1   | Peelpush       | 6   | 2     | 2     | 0     | 6    | 1    | 6.000 | 100         | 91          | 1.099       |
| 2   | Volley Tilburg | 4   | 2     | 1     | 1     | 4    | 3    | 1.333 | 91          | 100         | 0.910       |

Klub VC WIK Groot-Ammers nie wystartował w 2. rundzie Pucharu Holandii. Do bilansu klubów Peelpush i Volley Tilburg doliczono zwycięstwa 3:0 z klubem VC WIK Groot-Ammers. Do bilansu małych punktów zaliczono tylko te małe punkty, które zostały zdobyte w meczu Peelpush – Volley Tilburg.
Wyniki spotkań
| Data       | Drużyna 1 |     | Drużyna 2      | Sety                         |
| ---------- | --------- | --- | -------------- | ---------------------------- |
| 27.10.2018 | Peelpush  | 3:1 | Volley Tilburg | (25:23, 25:18, 24:26, 26:24) |

### Grupa G
Miejsce: Sportcentrum De Schans, Reuver
Tabela
| Lp. | Drużyna        | Pkt | Mecze | Mecze | Mecze | Sety | Sety | Sety  | Małe punkty | Małe punkty | Małe punkty |
| Lp. | Drużyna        | Pkt | M     | W     | P     | wyg. | prz. | ratio | zdob.       | str.        | ratio       |
| --- | -------------- | --- | ----- | ----- | ----- | ---- | ---- | ----- | ----------- | ----------- | ----------- |
| 1   | CAS CRM ZVH    | 6   | 2     | 2     | 0     | 6    | 1    | 6.000 | 170         | 150         | 1.133       |
| 2   | EMD-Tooling    | 4   | 2     | 1     | 1     | 4    | 4    | 1.000 | 178         | 182         | 0.978       |
| 3   | Inter Rijswijk | 1   | 2     | 0     | 2     | 1    | 6    | 0.167 | 148         | 164         | 0.902       |

Wyniki spotkań
| Data       | Drużyna 1      |     | Drużyna 2      | Sety                         |
| ---------- | -------------- | --- | -------------- | ---------------------------- |
| 27.10.2018 | Inter Rijswijk | 1:3 | EMD-Tooling    | (21:25, 20:25, 25:14, 21:25) |
| 27.10.2018 | CAS CRM ZVH    | 3:0 | Inter Rijswijk | (25:19, 25:20, 25:22)        |
| 27.10.2018 | EMD-Tooling    | 1:3 | CAS CRM ZVH    | (20:25, 22:25, 25:20, 22:25) |

## Faza pucharowa

### 1/8 finału
| Data       | Drużyna 1                   |     | Drużyna 2                   | Sety                                |
| ---------- | --------------------------- | --- | --------------------------- | ----------------------------------- |
| 01.12.2018 | Draisma Dynamo Apeldoorn    | 3:0 | Advisie SSS                 | (25:15, 25:14, 25:14)               |
| 01.12.2018 | Maatwerkers VCN             | 2:3 | VoCASA Volleybal Nijmegen   | (22:25, 21:25, 25:23, 26:24, 12:15) |
| 03.12.2018 | Kenders Bouw-DIO/Bedum      | 2:3 | NTC-Vastgoed Donitas        | (18:25, 25:19, 25:22, 18:25, 8:15)  |
| 01.12.2018 | EVV Bultman-Hartholt        | 0:3 | Sliedrecht Sport            | (14:25, 15:25, 13:25)               |
| 01.12.2018 | Zalsman Reflex              | 3:2 | CAS CRM ZVH                 | (25:18, 25:22, 22:25, 20:25, 15:9)  |
| 01.12.2018 | Peelpush                    | 1:3 | Coníche Topvolleybal Zwolle | (25:20, 23:25, 23:25, 21:25)        |
| 01.12.2018 | SV Land Taurus              | 0:3 | Abiant Lycurgus Groningen   | (18:25, 15:25, 19:25)               |
| 02.12.2018 | Achterhoek Orion Doetinchem | 3:0 | VV Zaanstad                 | (25:16, 25:20, 25:13)               |

### Ćwierćfinały
| Data       | Drużyna 1                 |     | Drużyna 2                   | Sety                         |
| ---------- | ------------------------- | --- | --------------------------- | ---------------------------- |
| 05.01.2019 | Draisma Dynamo Apeldoorn  | 3:1 | VoCASA Volleybal Nijmegen   | (25:19, 23:25, 25:21, 25:21) |
| 06.01.2019 | NTC-Vastgoed Donitas      | 0:3 | Sliedrecht Sport            | (13:25, 17:25, 14:25)        |
| 05.01.2019 | Zalsman Reflex            | 3:1 | Coníche Topvolleybal Zwolle | (25:21, 26:24, 23:25, 25:22) |
| 05.01.2019 | Abiant Lycurgus Groningen | 3:0 | Achterhoek Orion Doetinchem | (25:16, 25:19, 27:25)        |

### Półfinały
| Data       | Drużyna 1                |     | Drużyna 2                 | Sety                         |
| ---------- | ------------------------ | --- | ------------------------- | ---------------------------- |
| 24.01.2019 | Draisma Dynamo Apeldoorn | 3:1 | Sliedrecht Sport          | (30:28, 25:11, 26:28, 25:21) |
| 24.01.2019 | Zalsman Reflex           | 0:3 | Abiant Lycurgus Groningen | (16:25, 21:25, 17:25)        |

### Finał
| Data       | Drużyna 1                |     | Drużyna 2                 | Sety                         |
| ---------- | ------------------------ | --- | ------------------------- | ---------------------------- |
| 17.02.2019 | Draisma Dynamo Apeldoorn | 3:1 | Abiant Lycurgus Groningen | (21:25, 25:17, 25:22, 25:23) |